# Bulusan
Bulusan oder Mount Bulusan oder Bulusan Vulkan ist der südlichste Vulkan auf der Insel Luzon auf den Philippinen. Er liegt in der Provinz Sorsogon in der Region Bicol, 70 Kilometer südwestlich des Vulkans Mayon und circa 250 Kilometer südöstlich der Hauptstadt Manila. Der Berg ist seit 1934 Teils des Bulusan-Volcano-Nationalparks.

## Aufbau
Der Bulusan ist ein 1565 Meter hoher Stratovulkan mit einem Basisdurchmesser von 15 Kilometern. Er liegt im Nordosten einer Caldera mit rund 11 Kilometer Durchmesser, die vor etwa 40000 Jahren entstand. Die Stadt Irosin liegt im Süden der Caldera.
Bulusan hat vier Krater und vier heiße Quellen. Krater Nummer 1, genannt „Blackbird Lake“, hat 20 Meter Durchmesser und ist 15 Meter tief. Der ovale Krater 2 ist 60 mal 30 Meter groß bei einer Tiefe von 15 Metern. Krater Nummer 3 hat etwa 90 Meter Durchmesser und ist ca. 20 Meter tief und Krater Nummer 4 im Nordosten entstand beim Ausbruch 1981. Es gibt unterhalb des Kraters 4 noch eine 100 Meter lange Kluft, die 5 bis 8 Meter breit ist.

## Eruptionen
Bulusan ist seit 1886 15 mal ausgebrochen.
Das Philippine Institute of Volcanology and Seismology (PHIVOLCS) erklärte die Alarmstufe 1 am 19. März 2006, nachdem verstärkt seismische Aktivitäten festgestellt wurden. Am 8. Juni 2006 wurde Alarmstufe 2 ausgerufen, nachdem auch Asche den Vulkan verließ. Tags darauf zerstörte die Aschewolke einige Häuser in der nahe gelegenen Ortschaft Casiguran, 5 Kilometer nördlich des Vulkans und erreichte sogar die Stadt Sorsogon, 20 Kilometer nördlich des Bulusan. Am 13. Juni 2006 entstanden weitere Krater durch kleinere Explosionen.
Am 8. April 2007 stieß der Vulkan Asche bis zu fünf Kilometer weit in die Luft aus. Wissenschaftler erklärten dies als Vorboten für weitere Aktivitäten. Die Bewohner der Ortschaft Casiguran am Fuße des Vulkans wurden alarmiert.
Der drittjüngste Ausbruch ereignete sich am 31. Juli 2007 und dauerte bis Oktober 2007. Der zweitjüngste Ausbruch geschah im November 2010. Ungefähr 2700 Anwohner der Städte Irosin und Juban mussten fliehen, weitere Dörfer mussten evakuiert werden. Der bislang jüngste Ausbruch erfolgte am 21. Februar 2011, wobei der Vulkan eine dreitausend Meter hohe Aschesäule spuckte. 1.200 Anwohner mussten bei extrem schlechter Sicht evakuiert werden.